# Шевченко (Рыбницкий район)
Шевче́нко — село в Рыбницком районе непризнанной Приднестровской Молдавской Республики. Вместе с сёлами Мокра, Бессарабка и Запорожец входит в состав Мокрянского сельсовета.